# Kloster Veßra (Klosteranlage)

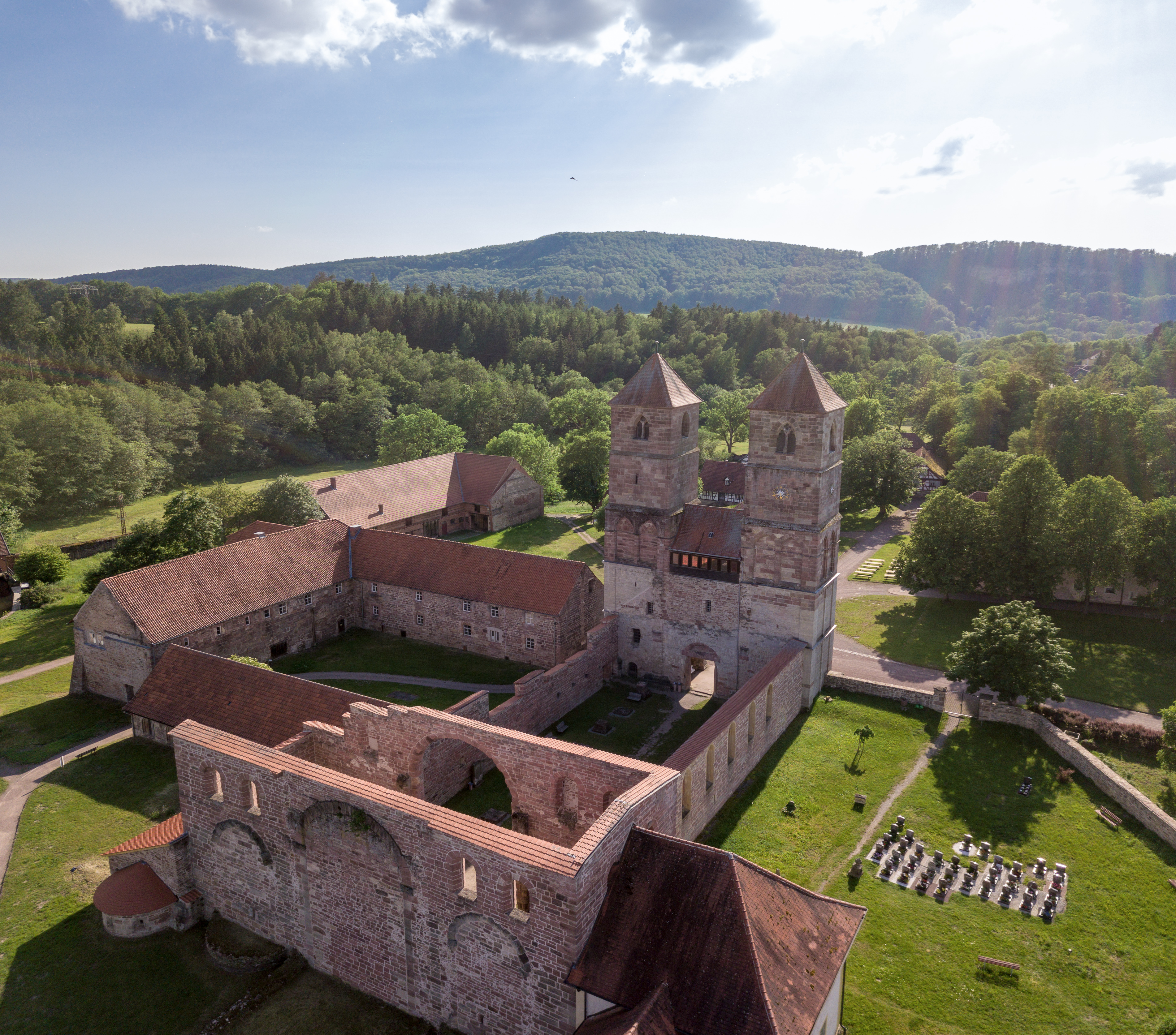
Überreste der Klosterkirche und Konventsgebäude des Klosters Veßra

Das Kloster Veßra ist ein um 1131 gegründetes Prämonstratenserkloster und ehemaliges Hauskloster der Grafen von Henneberg in der gleichnamigen Gemeinde Kloster Veßra im Landkreis Hildburghausen im südlichen Thüringen. Der romanische und teils frühgotische Baukomplex ist heute nur noch in Teilen erhalten. Besonders die frühen Phasen des Baus sind ein bedeutendes Beispiel reformmonastischer Architektur des 12. Jahrhunderts und Zeugnis des Herrschaftsausbaus der Henneberger. Nach der Reformation wurde das Kloster aufgelöst und in eine Domäne umgewandelt, die klösterlichen Bauten verfielen zunehmend. Heute gehört die Anlage zum Bestand der Stiftung Thüringer Schlösser und Gärten und beherbergt das Hennebergische Museum Kloster Veßra.

## Geschichte

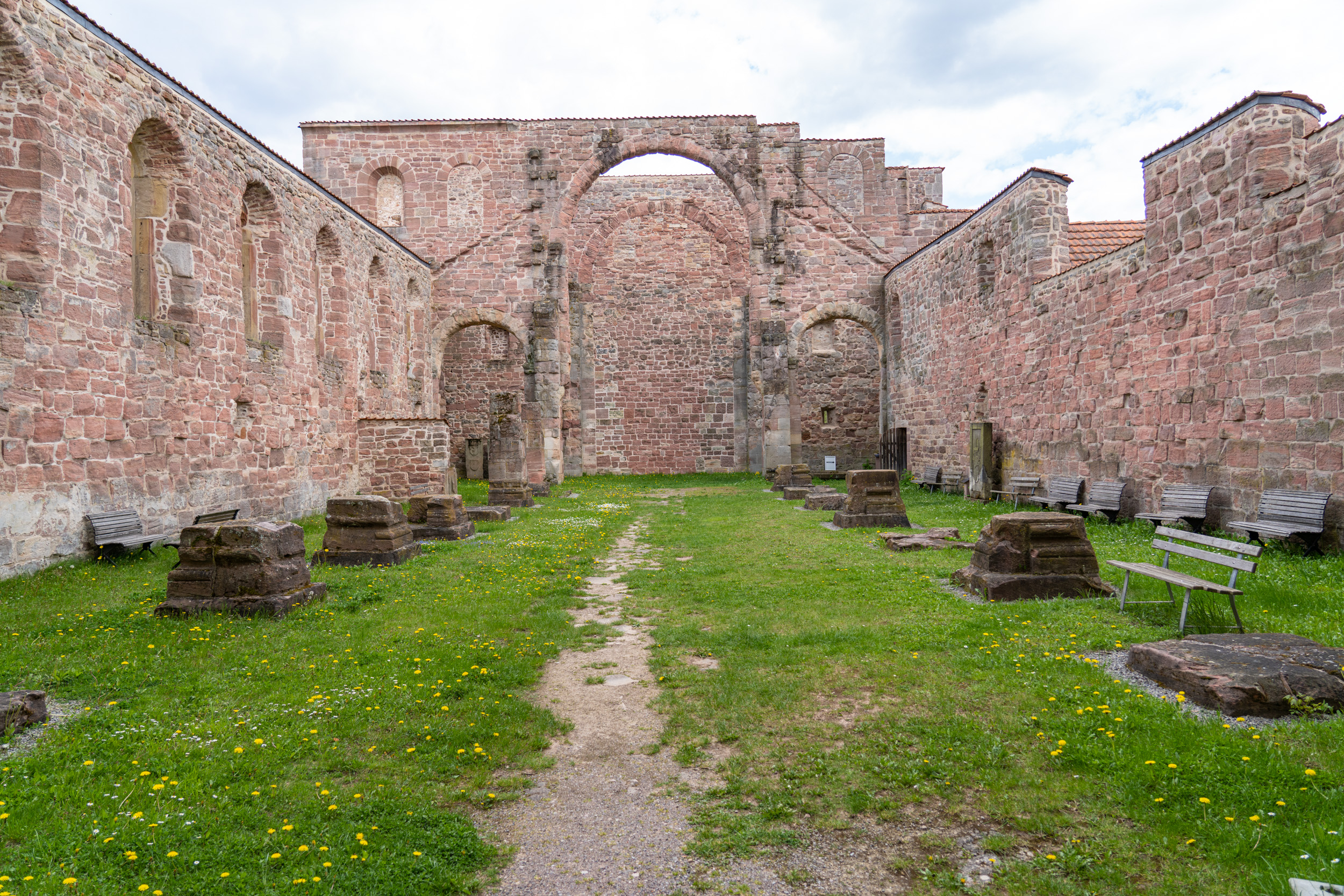
Heutige Ansicht Langhaus Kloster Veßra

### Das Kloster (bis 1573)
Graf Godebold II. von Henneberg gründete das Kloster 1131 als Prämonstratenserstift, nachdem er wahrscheinlich ein Jahr zuvor beim Reichstag Norbert von Xanten, den Gründer der Prämonstratenser, persönlich kennengelernt hatte. Das Kloster war ursprünglich als Doppelanlage für Stiftsherren und -damen angelegt, doch nach 1175 zogen die Damen nach Trostadt. Auf finanzielle Unterstützung angewiesen, übertrug Godebold das Kloster 1135 an Bischof Otto von Bamberg, die ersten Bauten des Klosters konnten schon 1138 geweiht werden. Die Bischöfe von Bamberg fungierten als weltliche Lehnsherren, die Würzburger als geistliche. Die Henneberger Grafen hatten somit das Vogteirecht inne und konnten das Kloster weiterhin als Hauskloster verwenden. Bis zum 14. Jahrhundert sammelte das Kloster durch Schenkung und Ankäufe viel Grundbesitz zwischen Werra und Main an. Dieser wurde von Bauern und Laienbrüdern bewirtschaftet. So war das Kloster zu Hochzeiten für die Pfarrseelsorge in Orten im Umkreis von 50 Kilometern zuständig. Im 15. Jahrhundert kam es jedoch zunehmend zur Stagnation und allmählich zum Verfall. Im Bauernkrieg wurde das Kloster zweimal besetzt, aber nicht zerstört. Infolge der Reformation wurde das Kloster ab 1544 säkularisiert und schrittweise in eine Domäne umgewandelt. Der letzte Abt starb 1573, damit war das Kloster vollständig säkularisiert. Nur die Hennebergische Grabkapelle wurde weiterhin als kleine Pfarrkirche genutzt.

### Nach der Reformation bis zum Brand 1939

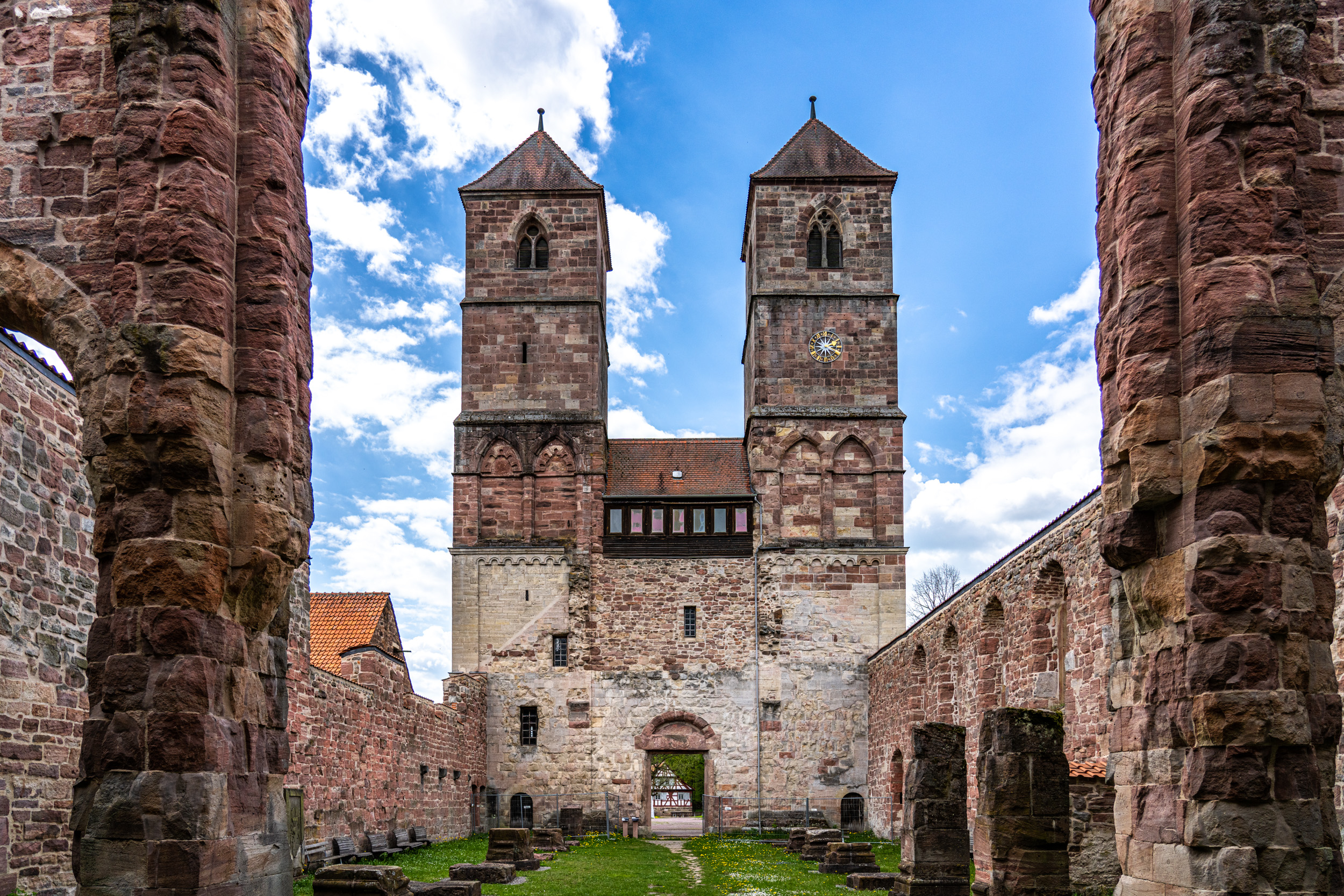
Blick von der Vierung auf die Doppelturmfassade

Mit dem Aussterben der gefürsteten Grafen von Henneberg 1583 fiel die Domäne mit der gesamten Grafschaft an die Wettiner. Ab 1660 gehörte Schleusingen mit Veßra zu deren Linie Sachsen-Zeitz, nach deren Aussterben 1718 zu Kursachsen. Während der Bauernkrieg ohne Zerstörungen am Kloster vorbeiging, kam es im Dreißigjährigen Krieg zu vielen Plünderungen. Danach etablierte sich bis zur Mitte des 19. Jahrhunderts auf dem ehemaligen Klostergelände ein bedeutendes Gestüt. Die Klosterkirche wurde Anfang des 18. Jahrhunderts zur Scheune umgebaut. Ebenfalls im 18. Jahrhundert setzte die wissenschaftliche Beschäftigung mit dem Kloster ein. So reichte G.K.W. Müller von Raueneck 1855 eine Petition für den Erhalt des Klosters an den preußischen König Friedrich Wilhelm IV. ein, in der er behauptete, dass schon Schinkel als Oberbaudirektor zur Restaurierung von Kloster Veßra aufgerufen habe. 1893 wurde an der Stelle der ehemaligen Klostermühle eine Porzellanfabrik errichtet, die im Zweiten Weltkrieg zu einer Waffenfabrik umfunktioniert wurde. Nach dem Ersten Weltkrieg wurde Kloster Veßra zum Staatsgut. In der Nacht vom 2. März 1939 brannte nach Drescharbeiten die weiter als Scheune genutzte Klosterkirche bis auf die Umfassungsmauern nieder.

### Nutzung und Denkmalpflege
Nach dem Zweiten Weltkrieg wurde das Areal zunächst weiter landwirtschaftlich genutzt. Zugleich begannen erste Sicherungen an den Klostergebäuden, darunter die Wiederherstellung des historischen Bodenniveaus der Kirche. Nach dem Übergang an die Stiftung Thüringer Schlösser und Gärten 1994 wurden u. a. die Hennebergische Grabkapelle restauriert, die Mauern der Klosterruine saniert, die Domänenscheune instand gesetzt sowie Grabungen und Bauforschungen an Klausur und Kreuzgang vorgenommen. 1975 wurde im Klosterareal das Agrarhistorische Museum des Bezirkes Suhl gegründet, nach 1990 als Hennebergisches Museum Kloster Veßra in der Trägerschaft des Hennebergisch-Fränkischen Geschichtsvereins. Zum Museum gehören mehrere aus verschiedenen Orten des Henneberger Landes translozierte Fachwerkgebäude, die im westlichen Bereich des Klosterareals stehen.

## Architektur

### Klosterkirche St. Marien

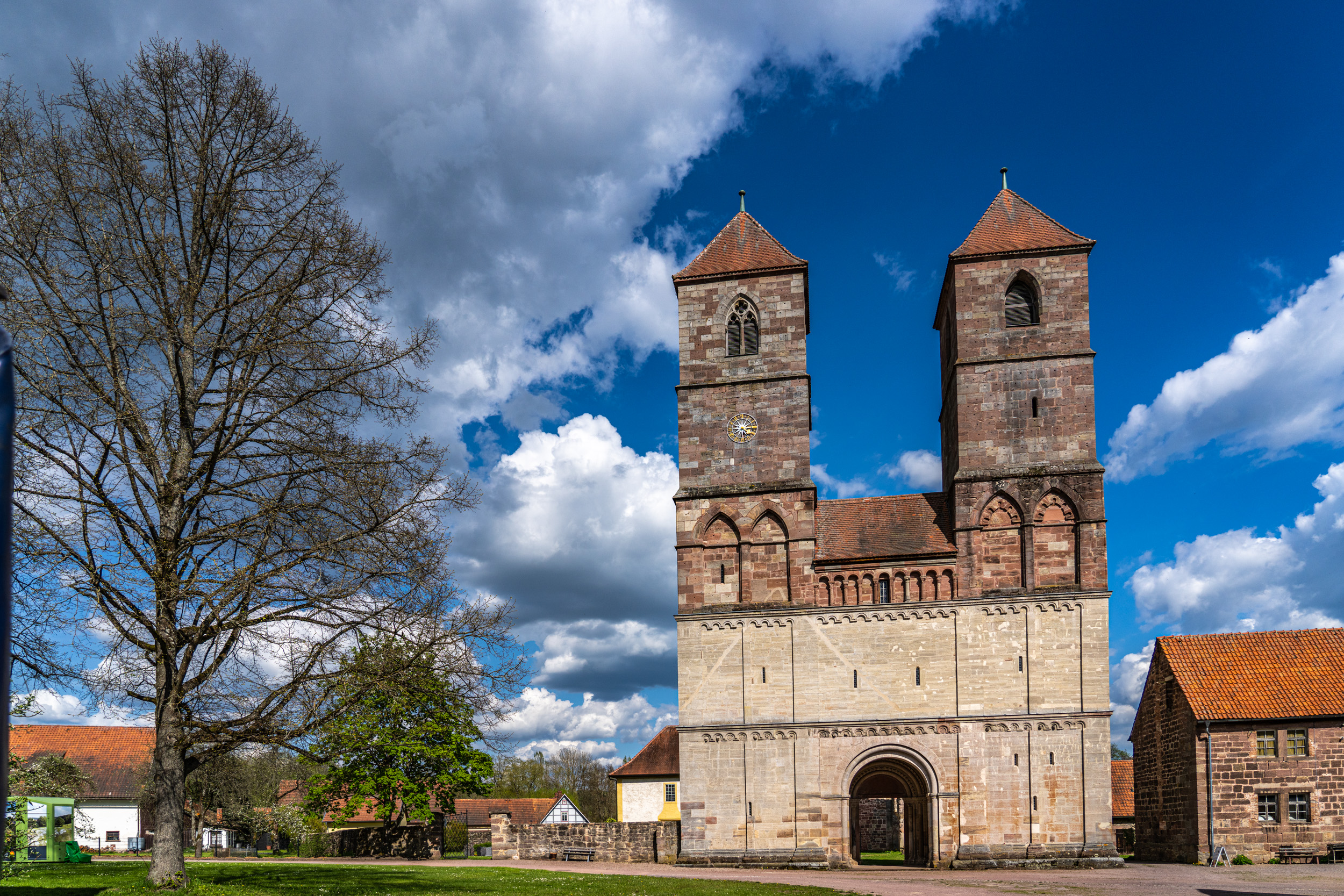
Die Doppelturmfassade der Klosterkirche

Die Klosterkirche St. Marien ist eine kreuzförmige Pfeilerbasilika mit Staffelchor, deren Grundform auf dem Vierungsquadrat basiert. So bilden viereinhalb Quadrate das Mittelschiff und deren halbe Breite die Seitenschiffe, das Querhaus ergibt sich aus zwei Quadraten an beiden Seiten. Der kreuzförmige Grundriss ist entwicklungsgeschichtlich zwischen der älteren fränkischen Basilika und dem Hirsauer Typus einzuordnen. Besonders in den Zeugnissen des Gründungsbaus lässt sich jedoch auch der Zusammenhang mit den ersten Prämonstratenser-Chorherren aus Niedersachsen und dem Magdeburger Liebfrauenkloster erkennen. Im nördlichen Seitenschiff sind noch die Überreste der gotischen Fenster erhalten, der gesamte Bereich der Obergaden ist jedoch verloren. Im Querschiff deuten sich die Scheidbögen zwischen der Vierung und den Querhausarmen an. Nach Ernst Badstübner zeugen sie von einem anfänglich niedersächsisch beeinflussten Bauprogramm, in dem ein ausgeschiedenes Querhaus geplant war. Ein Impuls für die Aufgabe dieses Plans kann die Verbindung des Klosters mit den fränkischen Bistümern Würzburg und Bamberg gewesen sein, aber auch zu Klosterkirchen wie Herrenbreitungen. Der Staffelchor ist nur noch in Grundmauern zu erkennen, der Chorbogen ist zugemauert. Im Westen der Klosterkirche erheben sich die Türme einer Doppelturmfassade. Die unteren beiden Geschosse, die nach 1201 gebaut wurden, sind oberrheinisch-schwäbisch beeinflusst. Die oberen Stockwerke sind mit ihren frühgotischen Formen nach 1240 zu datierten. Die querrechteckige Vorhalle wird über ein Eingangsportal mit Rundbogen betreten. Im Inneren folgt darauf ein zweites, doppelt abgetrepptes Gewändeportal.

### Kapellen

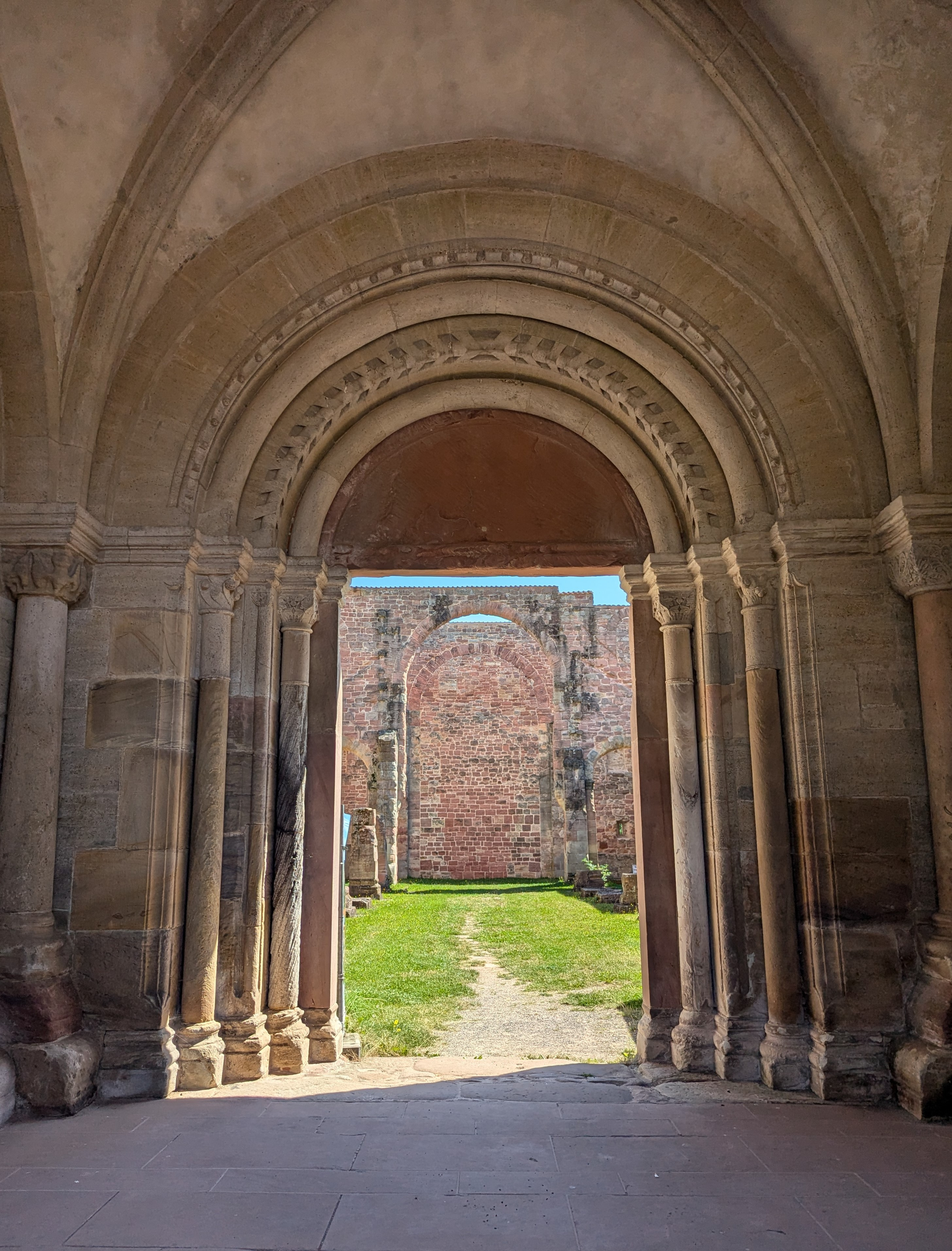
Das Gewändeportal in der Vorhalle

Nördlich am Querhaus schließt die 1182 geweihte Grabkapelle der Henneberger an. Sie geht im Osten in einen schmalen tonnengewölbten Chorraum mit eingezogener halbkreisförmiger Apsis über. In Wandmalereien zum Jüngsten Gericht krönt Christus in einer Mandorla die Apsis und das davorliegende Tonnengewölbe. Im südlichen Querhaus öffnet sich der Durchgang zu einer weiteren Kapelle mit Kreuzgratgewölbe. Östlich der beiden Joche schließt eine etwas niedrigere und schmalere halbrunde Apsis an, in der drei kleine Rundbogenfenster eingelassen sind. Eine Besonderheit sind zwei runde Lichtöffnungen neben der Apsis, durch die genau zu den Feiertagen von Mariä Verkündigung und Mariä Heimsuchung Licht fällt.

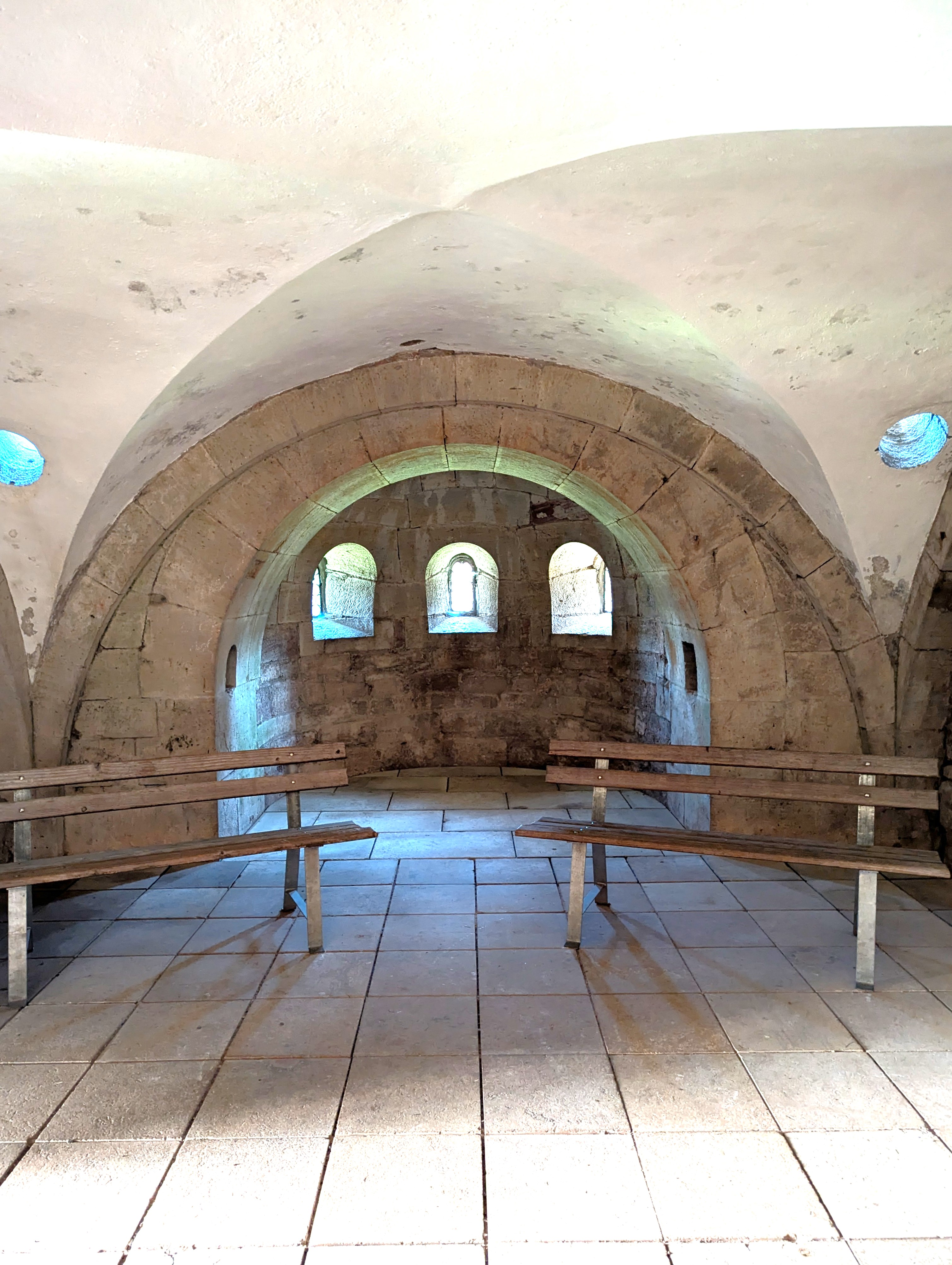
Die Südkapelle
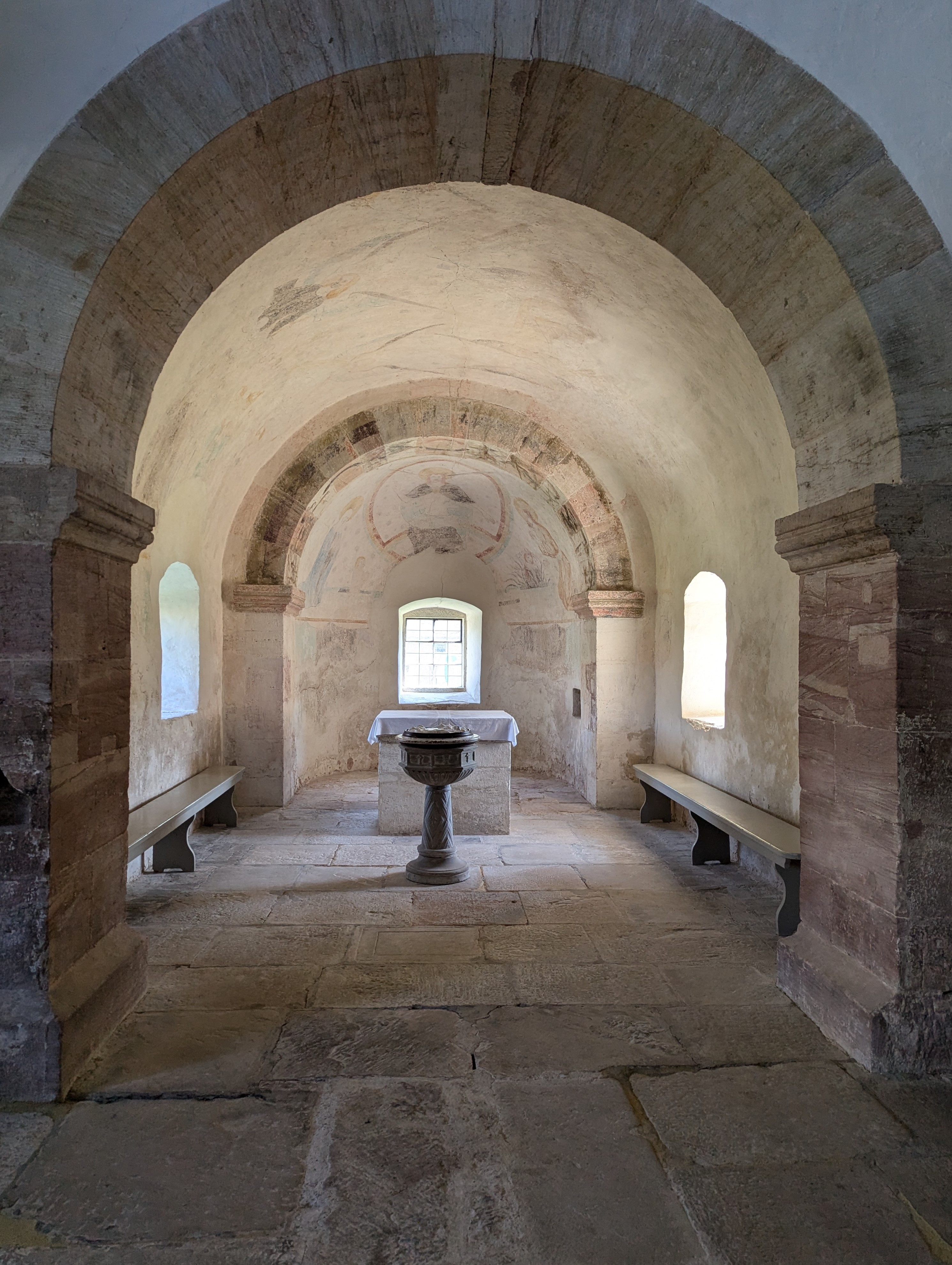
Die Hennebergische Grabkapelle
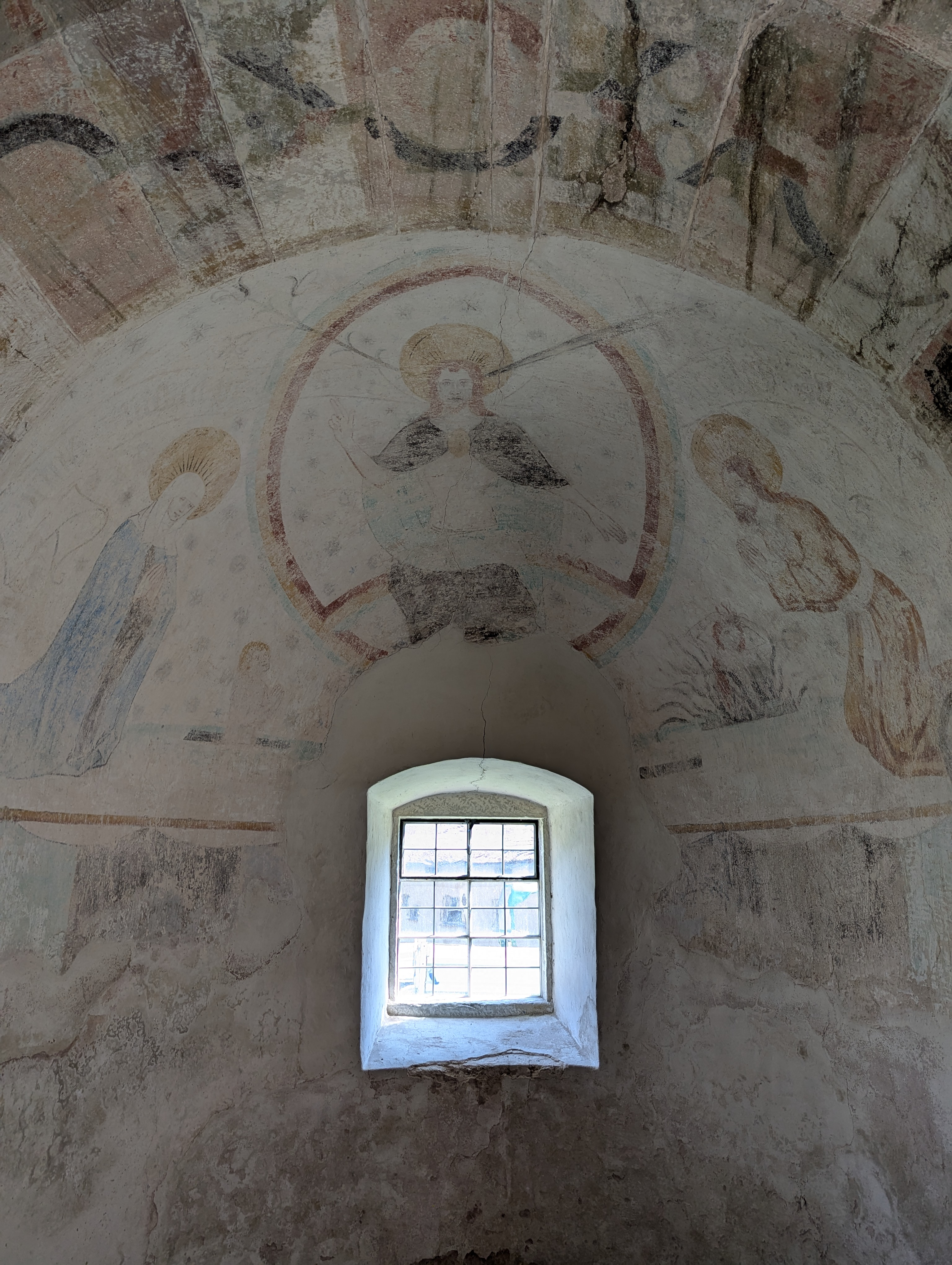
Malereien (Deesis) in der Hennebergischen Grabkapelle

### Klausur
Die Klausur mit Kreuzgang ist zwischen Mitte des 12. und Ende des 15. Jahrhunderts errichtet worden. Vom Kreuzgang sind jedoch nur noch Arkadenreihen des östlichen Flügels erhalten. Von der romanischen Klausur zeugt heute am meisten der Südflügel. Ursprünglich führte ein heute zugesetztes Rundbogenportal mit Gewände in die Räume im Erdgeschoss. Der dort erhaltene große Raum diente wahrscheinlich als Refektorium. Im Westen schließt die Klosterküche an, die später mit Feuerstelle und Rauchhut ausgestattet wurde. Im Refektorium wurde im Spätmittelalter eine Trennwand mit einem zweitverwendeten romanischen Portal eingebaut. Das damit neu entstandene kleinere Refektorium erhielt Wandmalereien. Eine achteckige Holzstütze in der Mitte des Raumes trägt eine ebenfalls bemalte Holzbalkendecke. Vom Westflügel sind keine romanischen Reste erhalten, doch er hatte ungefähr die Ausmaße des heute dort vorhandenen Gebäudes. Der ursprüngliche Ostflügel ist nur noch in archäologischen Überresten nachvollziehbar.

### Mauer und Wirtschaftsgebäude
Noch heute ist der etwa sechs Hektar große Hof von einer 800 Meter langen Mauer umschlossen. Das Klostertor mit Torhaus liegt an der Nordseite. Dort befindet sich auch die Torkapelle, die romanischen Ursprungs ist. Später wurde sie mit gotischen Lanzettfenstern und einem Kreuzrippengewölbe ausgestattet. In den Mauern des Klosterareals sind außerdem der Stall im Kreuzgang, das Kornhaus, die Klostermühle, Klosterteiche, Domänenscheune und -stall, sowie Pferdeställe erhalten.

## Hennebergisches Museum Kloster Veßra

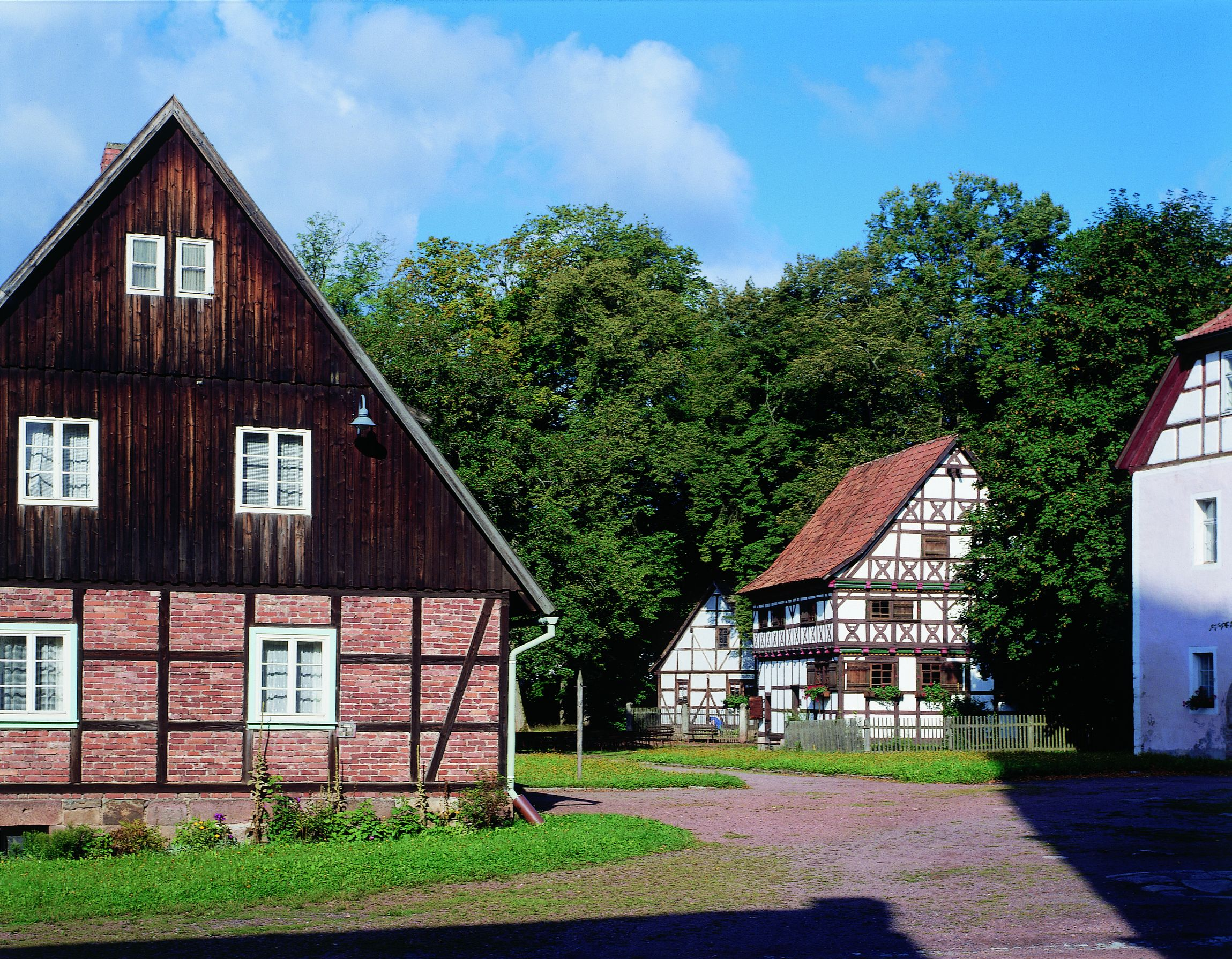
Ausstellung verschiedener Dorfhäuser

Auf dem Klostergelände befindet sich das Hennebergische Museum Kloster Veßra. Es stellt landwirtschaftliche Geräte, Sachzeugen von Hauswirtschaft, Industrie und Handwerk, Textilien, Möbel, Exponate der Volkskunst und der Klosterkultur aus. Im Freilichtmuseum werden translozierte ländliche Wohn-, Wirtschafts- und Kommunalgebäude präsentiert. Zum Rundgang auf dem ehemaligen Klostergelände gehören im östlichen Bereich der Schafstall und eine neu errichtete Maschinenhalle mit Ausstellungen zur Landtechnik, der Neue Pferdestall mit Ausstellung zur Henneberger Landesgeschichte und das Wanderarbeiterhaus mit Café. Dort vermittelt ein neu angelegter Kräutergarten Grundlagen der klösterlichen Gartenkultur. Eine Ausstellung zur Klostergeschichte befindet sich im Bereich des ehemaligen Kreuzgangs.